# Eupsilia nigricans
Eupsilia nigricans är en fjärilsart som beskrevs av Schultze 1910. Eupsilia nigricans ingår i släktet Eupsilia och familjen nattflyn. Inga underarter finns listade i Catalogue of Life.